# Clichés (álbum)
Clichés es el sexto álbum de estudio del dúo mexicano Jesse & Joy. Fue publicado el 6 de mayo de 2022 por Warner Music Latina.
El álbum se caracteriza por retomar el estilo romántico clásico de ellos, con una fusión entre el pop y la balada romántica. Asimismo, el álbum se estrenó después de su sencillo «Imagina».
Se desprenden del mismo algunos sencillos como: «Respirar» y «Llórale a tu madre» entre otros.

## Lista de canciones
| N.º | Título                   | Duración |  |
| 1.  | «Intro»                  | 0:37     |  |
| 2.  | «Imagina»                | 3:44     |  |
| 3.  | «Dos cuerpos, un alma»   | 3:09     |  |
| 4.  | «Respirar»               | 3:19     |  |
| 5.  | «Más que el sol»         | 3:50     |  |
| 6.  | «Llórale a tu madre»     | 3:27     |  |
| 7.  | «Bendición»              | 3:55     |  |
| 8.  | «Antes del amanecer»     | 4:11     |  |
| 9.  | «Clichés»                | 3:18     |  |
| 10. | «Fin del mundo»          | 2:57     |  |
| 11. | «La noche que te fuiste» | 2:59     |  |
| 12. | «Sobrenatural»           | 2:58     |  |
| 13. | «Extraordinario»         | 2:49     |  |
| 14. | «Amores de ficción»      | 3:46     |  |
| 15. | «Sonreír»                | 3:27     |  |